# Pentacon

Logo von Pentacon mit stilisiertem Ernemannturm

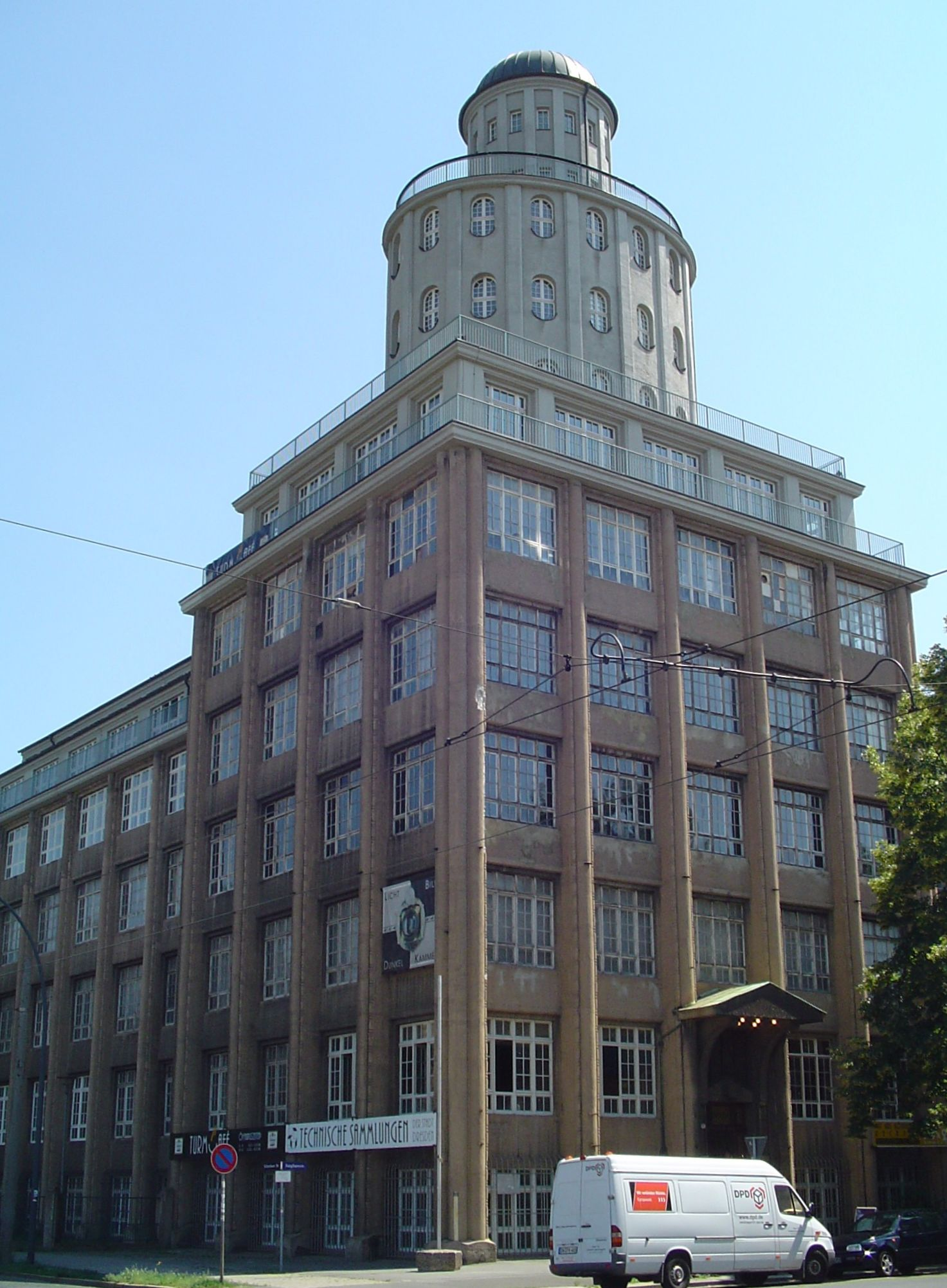
Das Pentacon-Gebäude („Ernemannturm“) in Dresden-Striesen

Pentacon war ein Dresdner Unternehmen der optischen und feinmechanischen Industrie, das zeitweise ein bedeutender Fotokamerahersteller war. Der Name Pentacon leitet sich einerseits von der Marke Contax der Dresdner Zeiss Ikon Kamerawerke und Pentagon (griechisch für Fünfeck) ab, da ein in Dresden erstmals entwickeltes Pentaprisma für Spiegelreflexkameras im Querschnitt diese Form besitzt.
Die  PENTACON GmbH Foto- und Feinwerktechnik war bis zu ihrer Schließung in Dresden ansässig. Sie war ein Unternehmen der Schneider-Gruppe, Bad Kreuznach.

## Geschichte

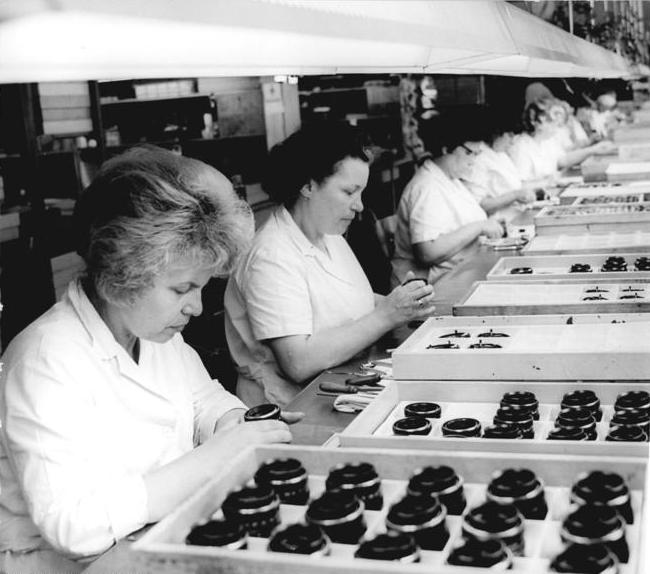
VEB Pentacon, Feinoptisches Werk Görlitz, Montage von Oreston-Objektiven („Meyer-Optik“)

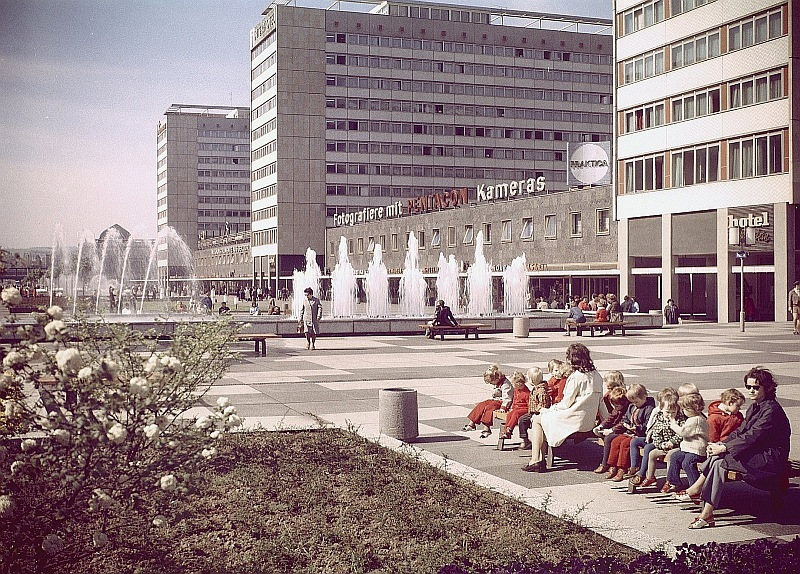
Pentacon-Werbung an der Prager Straße in Dresden, um 1975

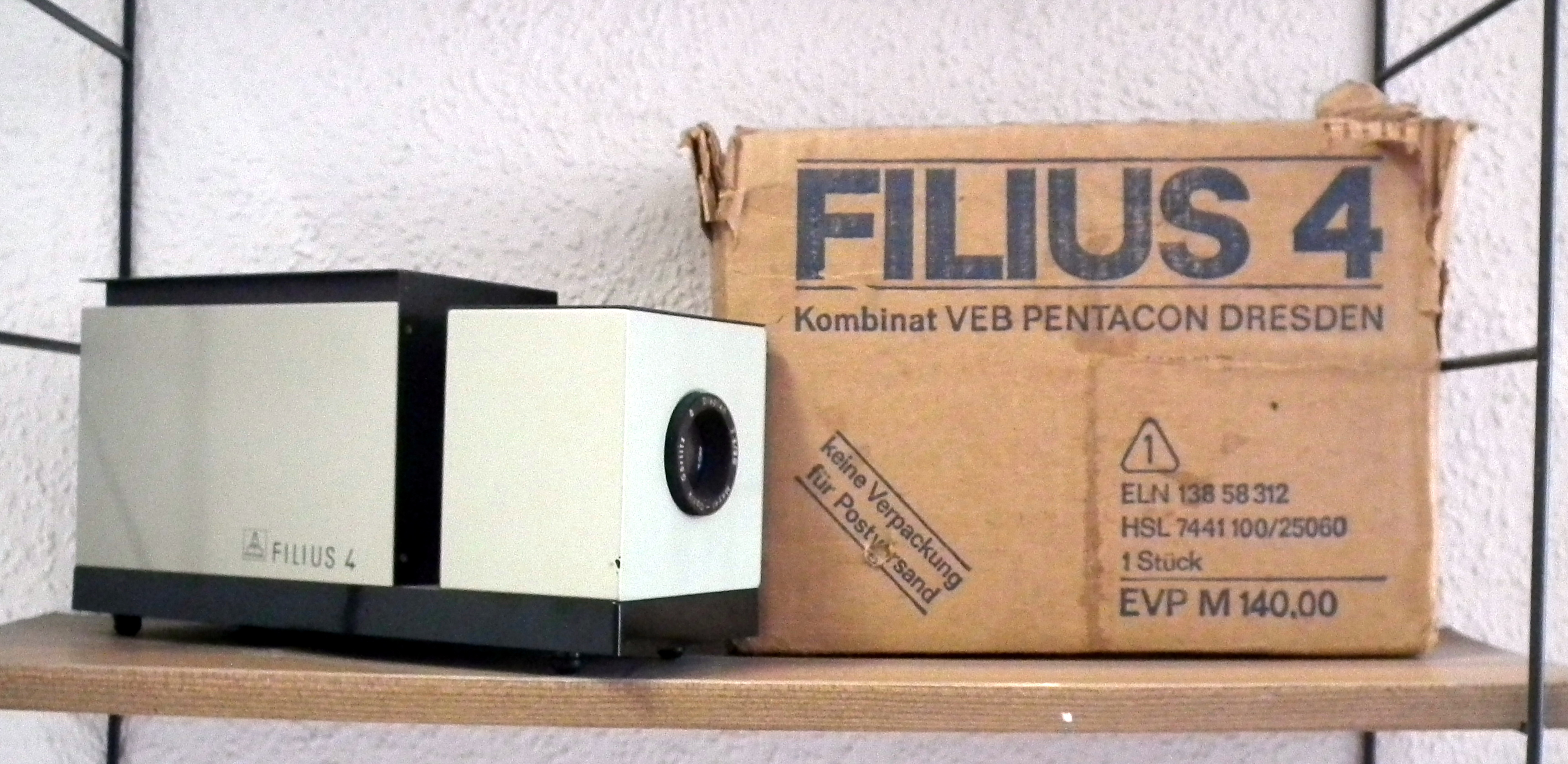
Diaprojektor Filius 4

Zeiss Ikon, Dresden, war in den 1920er-Jahren aus insgesamt sechs Unternehmen der deutschen optischen Industrie hervorgegangen. Zwei der Unternehmen (Ernemann-Werke, Internationale Camera Actiengesellschaft [ICA]) stammten aus Dresden. Die Mitarbeiterzahl der Ernemann-Werke war 1923 auf dem Höhepunkt der Inflation auf fast 3.400 gestiegen, wurde bis Ende 1924 aber wieder fast halbiert. Kapitalknappheit an der im November 1923 eingeführten neuen Rentenmark zwang Ernemann 1926 zur Fusion mit der Jenaer Zeiss-Stiftung.
Nachdem Zeiss Ikon zunächst in einen Volkseigenen Betrieb umgewandelt worden war, erfolgte 1958 eine Umbenennung in VEB Kinowerke Dresden. Durch eine weitere Fusion entstand im folgenden Jahr ein neuer Großbetrieb der fotografischen Industrie in Dresden, der VEB Kamera- und Kinowerke Dresden mit rund 4.900 Beschäftigten. Zusammengeführt wurden
- VEB Kinowerke Dresden (vormals VEB Zeiss Ikon) mit rund 2.400 Beschäftigten
- VEB Kamera-Werke Niedersedlitz (vormals Kamera-Werkstätten Charles A. Noble mit rund 1.300 Beschäftigten, vormals Kamera Werkstätten Guthe & Thorsch; hier wurde die Praktiflex, Vorläufer der Praktica, erfunden);
- VEB Welta-Kamera-Werk Freital (incl. VEB Reflekta-Kamerawerk Tharandt mit rund 600 Beschäftigten; vormals Welta-Kamera-Werk Freital, u. a. Reflekta II, Weltaflex und Penti), Ausgliederung 1960;
- VEB Altissa-Camera-Werk Dresden mit rund 300 Beschäftigten (vormals u. a. Altissa-Camera-Werk Berthold Altmann, u. a. Altissa-, Altiflex- und Altix-Kameras);
- VEB Aspecta Dresden mit rund 290 Beschäftigten (vormals Filmosto-Projektoren Johannes Jost, u. a. Projektoren, Vergrößerer, Objektive).

Ab 1964 firmierte das Unternehmen dann als VEB Pentacon Dresden. Als Unternehmenszeichen führte Pentacon die stilisierte Silhouette des Ernemann-Turms. Die Zusammenfassung der verstaatlichten sächsischen optischen Industrie ging 1968 mit der Gründung eines Kombinats unter Führung des VEB Pentacon Dresden weiter. So wurden der
- VEB Feinoptisches Werk Görlitz, vormals Meyer-Optik sowie das
- Ihagee Kamerawerk AG i. V. (v. a. Exakta- und Exa-Kameras)

ein Bestandteil des neu gegründeten Kombinat VEB Pentacon. Ab dem 2. Januar 1970 war die bisherige Ihagee das „Objekt 18“ des Kombinates VEB Pentacon; die Beschriftung der Meyer-Optik-Objektive wurde 1971 auf „Pentacon“ umgestellt. 1980 folgte die Eingliederung des
- VEB Kamerawerke Freital (vormals Freitaler Kameraindustrie Beier & Co., u. a. Beirette-Kameras) und der
- Mentor-Kamerafabrik.

Das Kombinat VEB Pentacon Dresden wurde schließlich 1985 dem Kombinat VEB Carl Zeiss Jena angegliedert. Diese Verbindung bestand bis zum 30. Juni 1990.
Ein Teil der Fertigung von Pentacon-Kameras erfolgte durch Zwangsarbeit in DDR-Hafteinrichtungen.

### Privatisierung und Liquidation der Pentacon durch die Treuhandanstalt
Am 1. Juli 1990 wurde die Pentacon GmbH mit 5.700 Mitarbeitern gegründet. Wie alle
Betriebe der DDR, die Kredite zur Liquidität beantragt hatten, erhielt auch die Pentacon GmbH nur einen einheitlichen Pauschal-Kreditanteil von 41 % der beantragten Mittel – ungeachtet einer Gewichtung ihrer Sanierungsfähigkeit und -würdigkeit. Der Geschäftsführer der Pentacon GmbH, Gunter Schulzki, erklärte dazu: 
- „Die Treuhandanstalt läuft bei Versagen der erforderlichen Bürgschaften Gefahr, mit der Pentacon GmbH ihr eigenes Vermögen, das bei weitem nicht nur an der Liquidität des Betriebes zu messen ist, zu vernichten.“[3]

Wegen existenzieller wirtschaftlicher Schwierigkeiten gab die Treuhandanstalt jedoch bereits am 2. Oktober 1990 die Liquidation des Unternehmens als ersten Dresdner Großbetrieb bekannt. Für 8,85 Millionen DM erwarb dann der Fotounternehmer Heinrich Manderman, der die Pentacon Produkte zuvor unter dem Markennamen Beroflex in der BRD vertrieben hatte, die Pentacon GmbH i.L. Sie wurden als Jos. Schneider Feinwerktechnik GmbH & Co. KG in Mandermans Schneider-Gruppe eingegliedert. Zum 30. Juni 1991 erhielten 2.867 Beschäftigte ihre Kündigung. Das waren mehr als 90 % der noch verbliebenen Mitarbeiter. Lediglich 232 Beschäftigte erhielten am 1. Juli 1991 einen neuen Arbeitsvertrag, um noch kurzfristig an der weiteren Auflösung des Betriebes mitzuwirken. 
Ein Teil des Dresdner Kombinats wurde der Familie Noble rückübertragen und gehört heute zum Kamera Werk Dresden. Das Kamera Werk Dresden stellt unter anderem Panoramakameras der Marke NOBLEX und Industriekameras der Marke LOGLUX her, da die Markenrechte an Pentacon an Manderman gingen. Ebenfalls wieder verselbständigt wurden die Görlitzer Betriebsteile der Meyer-Optik, die jedoch bereits 1991 wieder liquidiert wurde.
Der Markenname Praktica war von der Treuhandanstalt 1991 nicht dem Erben des früheren Besitzers der Kamera-Werke Niedersedlitz, John H. Noble, zurückgegeben worden. Stattdessen wurde er dem Pentacon-Betriebsteil zugeschlagen, der heute zur Dresdner PENTACON GmbH Foto- und Feinwerktechnik gehört (ein Unternehmen der Jos. Schneider-Gruppe, Bad Kreuznach). Über die Markenrechte war es 1994 zu einer gerichtlichen Auseinandersetzung zwischen Noble und der Schneider-Gruppe gekommen.
Seit den 1990er-Jahren tragen auch Ferngläser und Kompaktkameras die Markenbezeichnung PRAKTICA. 2001 wurde die Herstellung von Spiegelreflexkameras der Marke Praktica eingestellt. Seit 2002 gibt es Digitalkameras der Marke Praktica, 2004 wurde mit der Produktreihe Luxmedia begonnen. Optiken werden beispielsweise auch für Polaroid produziert. Zum 30. Juni 2015 wurde der Handel mit Praktica-Kameras eingestellt.
Inhaber der Marke Praktica ist seit 16. September 2015 die PRAKTICA LIMITED, SL9 7HJ, Gerrards Cross, GB (vgl. Deutsches Patent- und Markenamt Az. DD646601, 003418944 und 010904605).
Im August 2022 wurde der operative Geschäftsbetrieb der Pentacon GmbH in Dresden eingestellt.

## Photokameras
Besonders bekannt sind die Kameras der Praktica-Reihe und die Pentacon Six sowie die Pentacon Super. Im Jahr 1967 wurde das PL-System (Pentacon Loading) eingeführt und war von da an Bestandteil aller Praktica-Kameras.

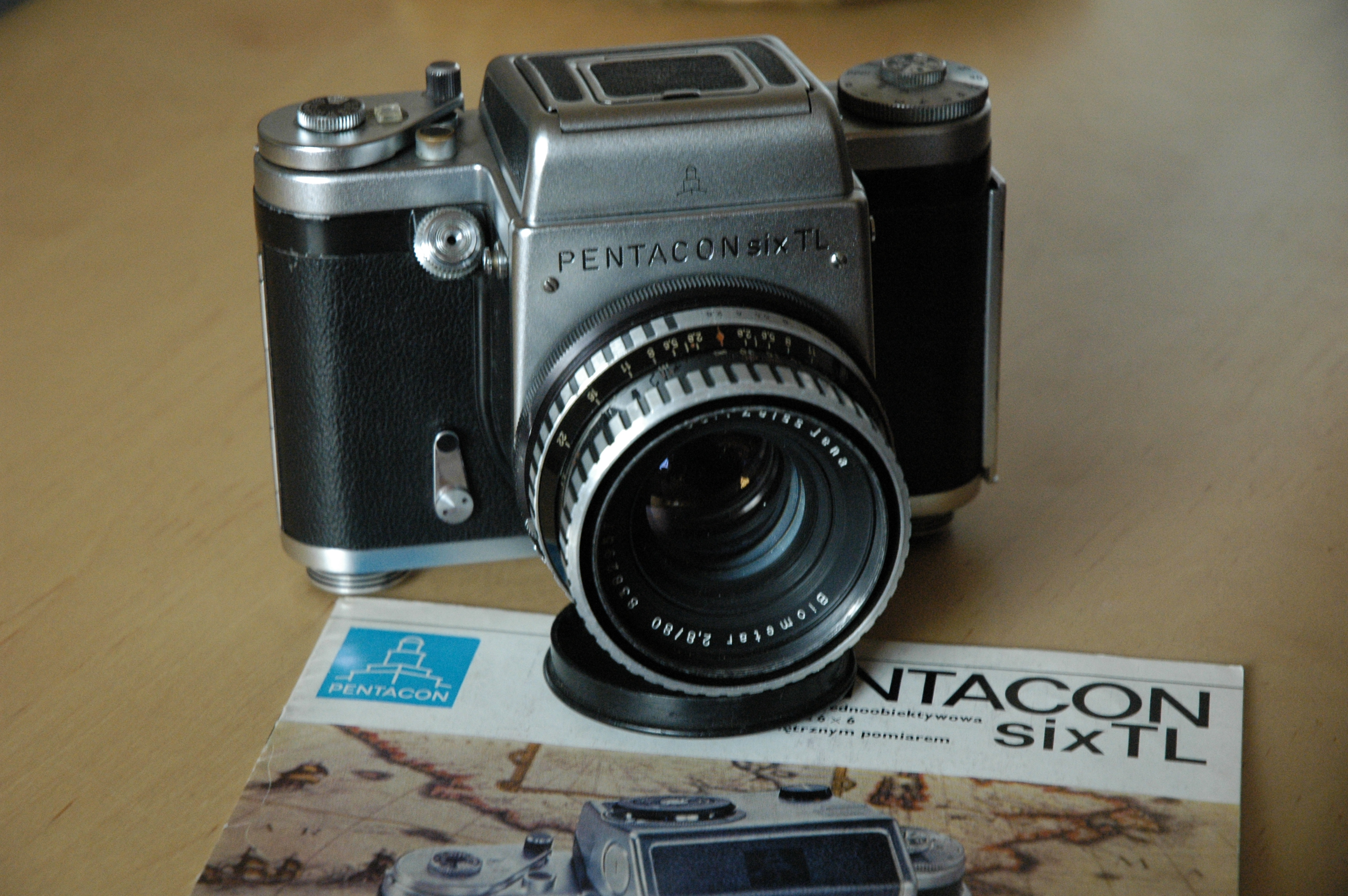
Mittelformatkamera Pentacon SIX TL
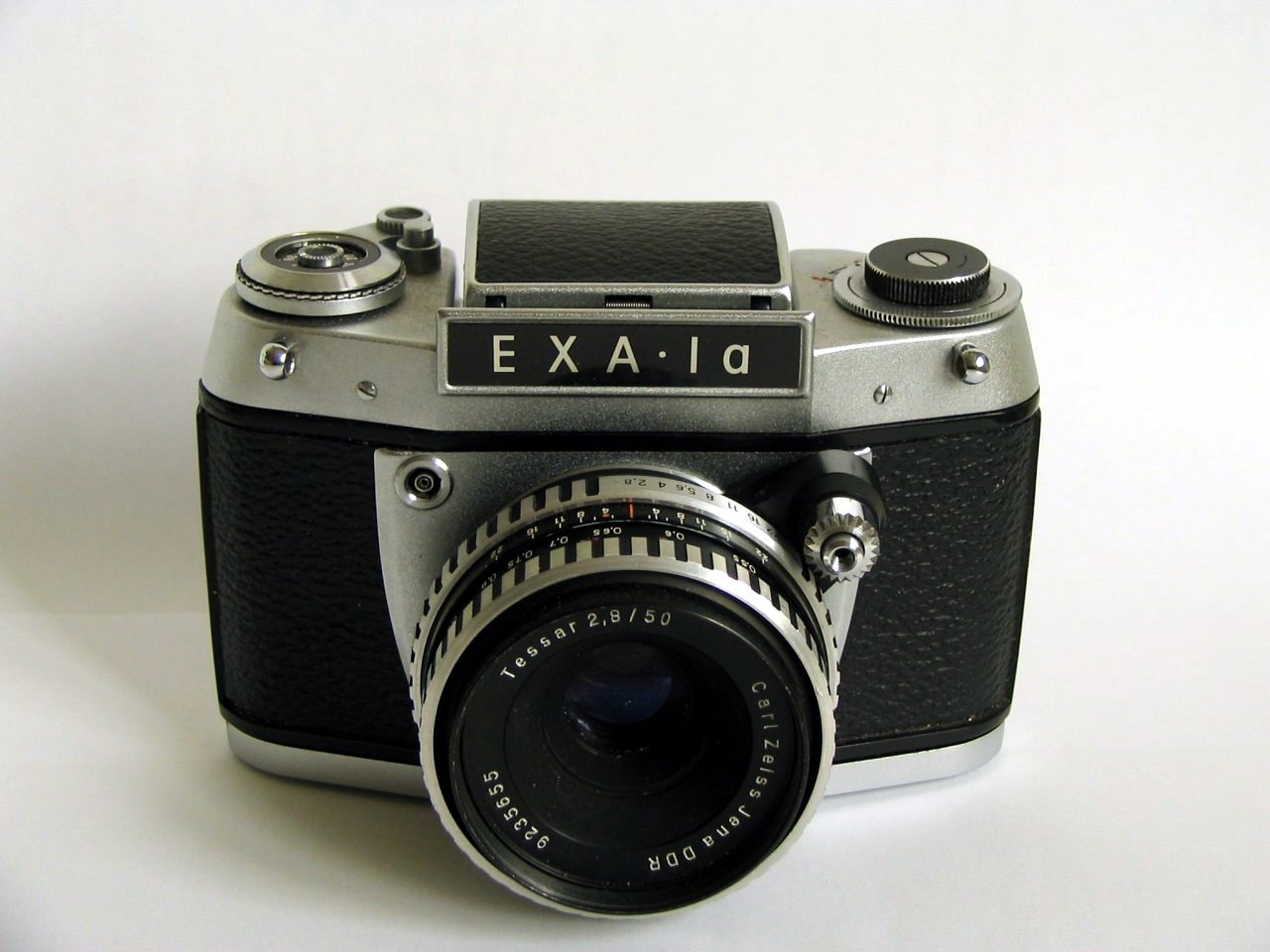
Spiegelreflexkamera Exa Ia
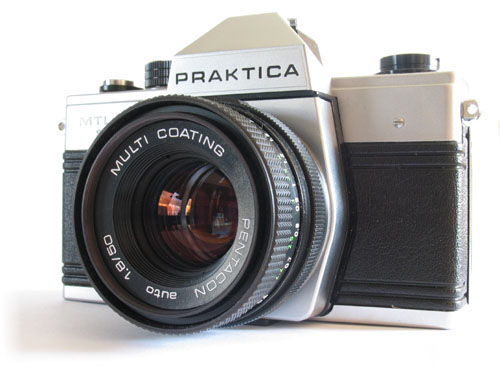
Praktica mit 1,8/50-Objektiv
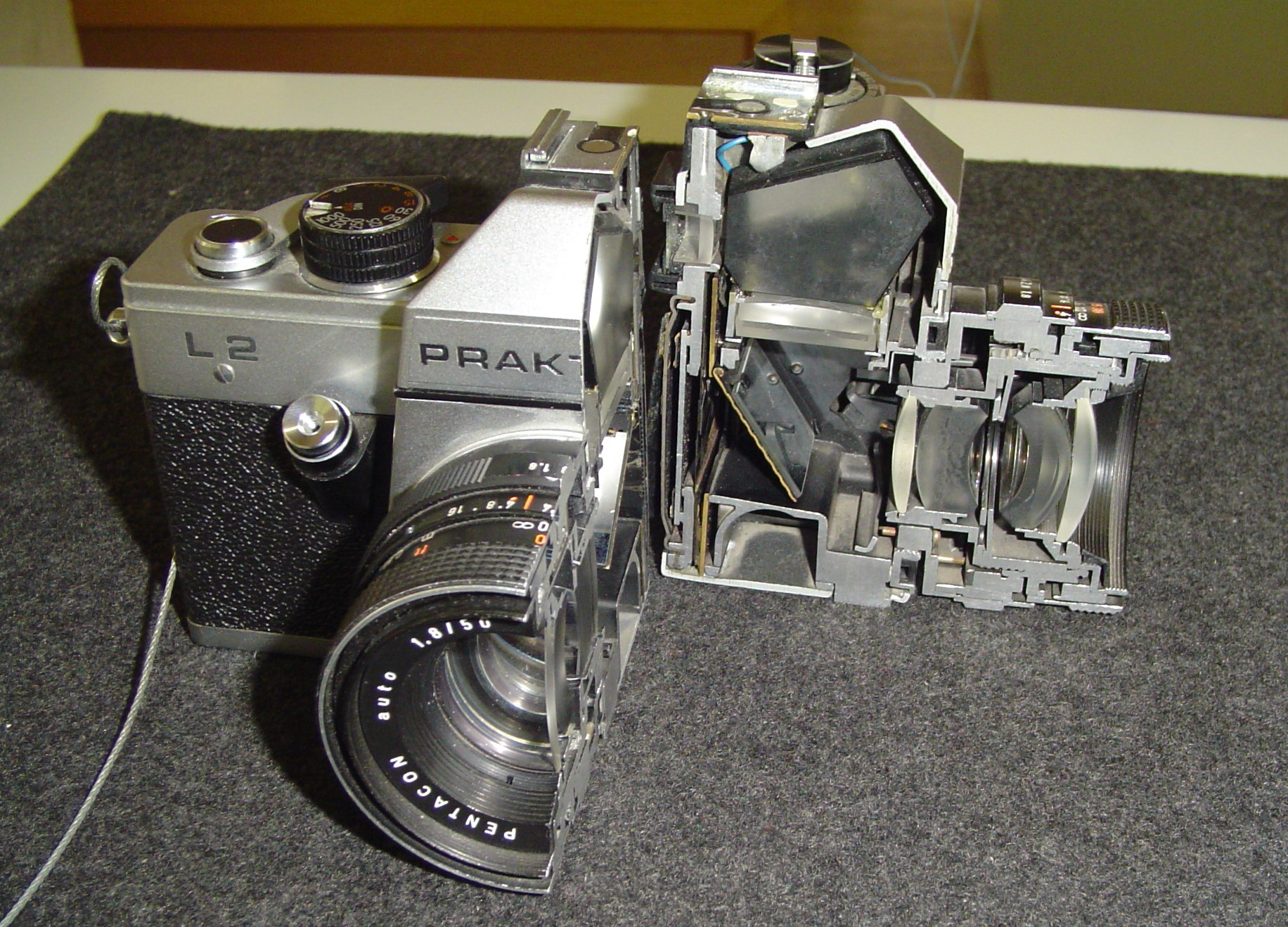
Praktica im Querschnitt

Neben der Praktica-Reihe wurden hergestellt:
- PENTONA
- PENTI I und II, Kleinbildkamera (Objektiv Meyer-Optik Trioplan oder Domiplan), übernommen von der eingegliederten Welta
- Pentacon F
- Pentacon K16
- Pentacon electra
- PENTACON super
- Pentina, übernommen von der eingegliederten Welta
- Exa-Reihe; übernommen von der eingegliederten Ihagee
- Pentacon Six (TL) (Mittelformatkamera)
- Großformatkamera Pentacon Globica II

hinzu kommt die
- beirette-Reihe vom VEB Kamerawerk, Freital bei Dresden

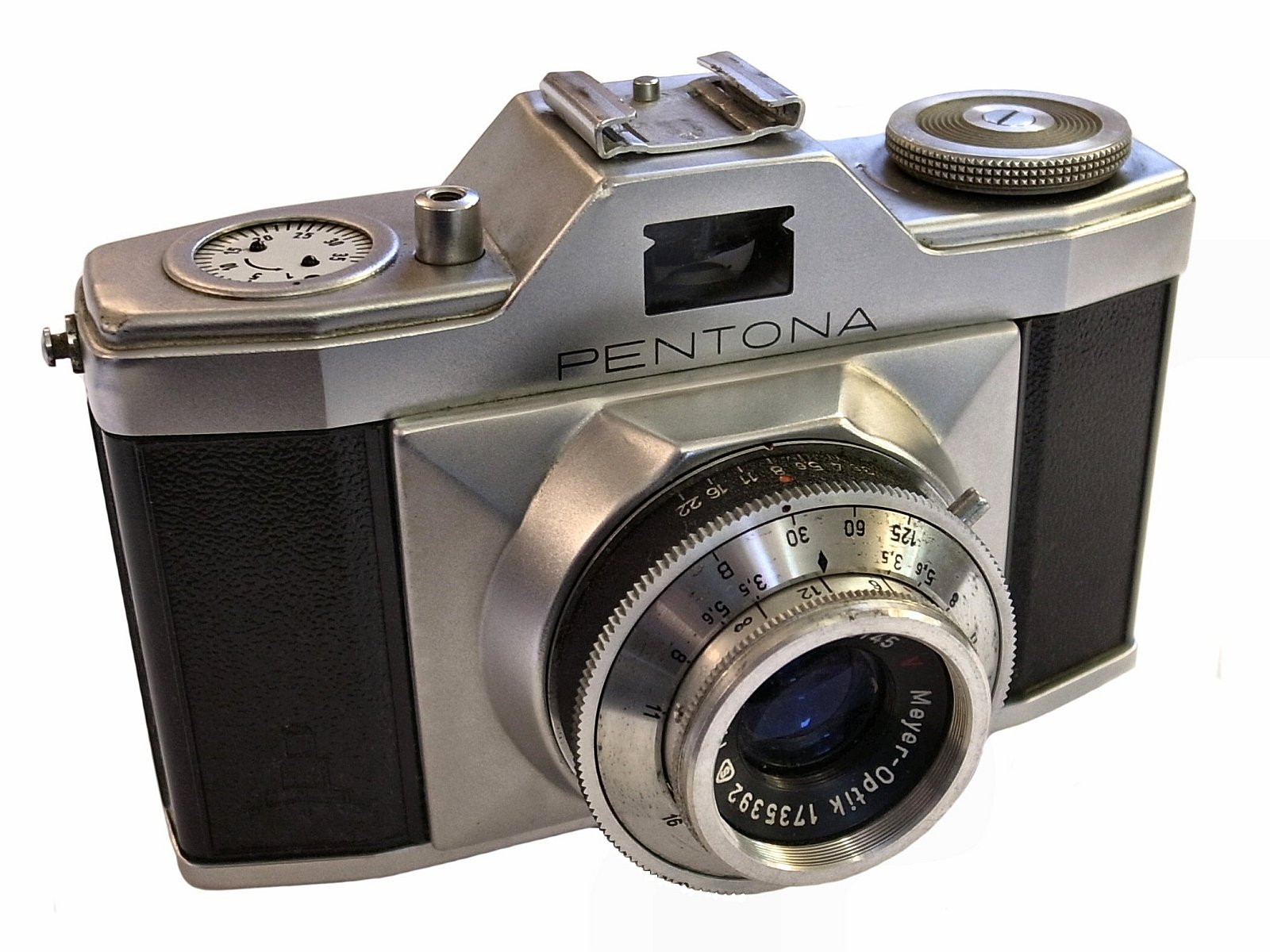
PENTONA
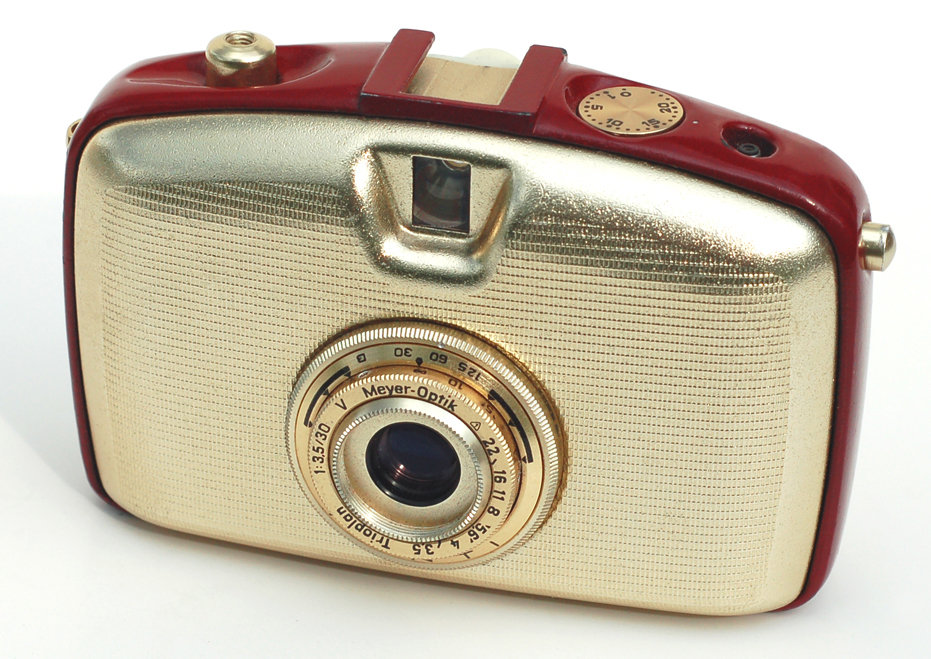
Penti-Kleinkamera
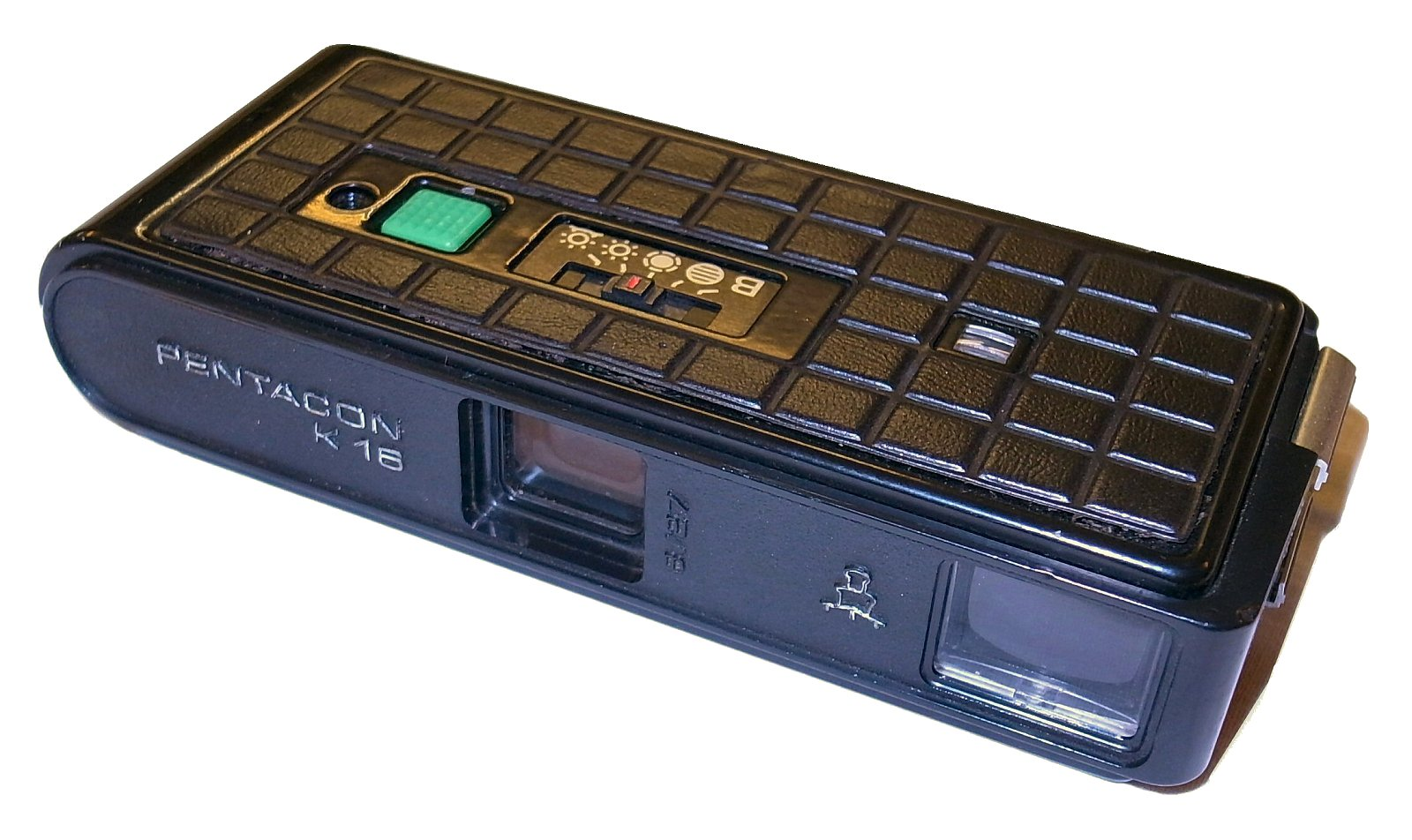
Pentacon K 16 (Pocketkamera)

## Weitere Produkte
Pentacon stellte weiterhin Schmalfilm-Kameras her, beispielsweise die AK8, die Pentaflex 8 oder die Pentaka 8B (1964).
Die Scannerkamera Scan 7000 wurde 2010 auf der photokina vorgestellt. Sie löst 20.000 × 20.000 Pixel auf und läuft mit der SilverFast Archive Suite.

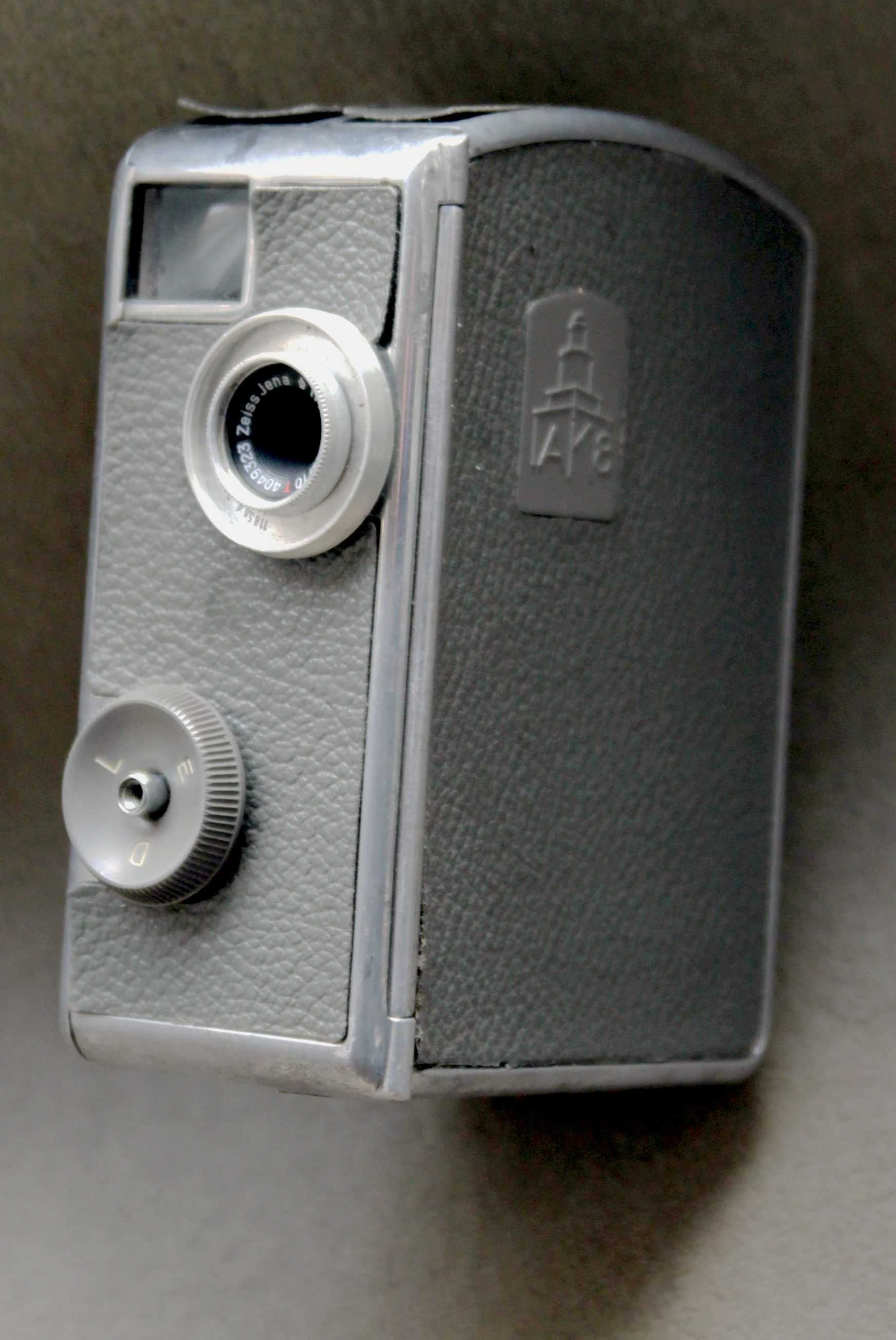
AK8 8-mm-Schmalfilmkamera
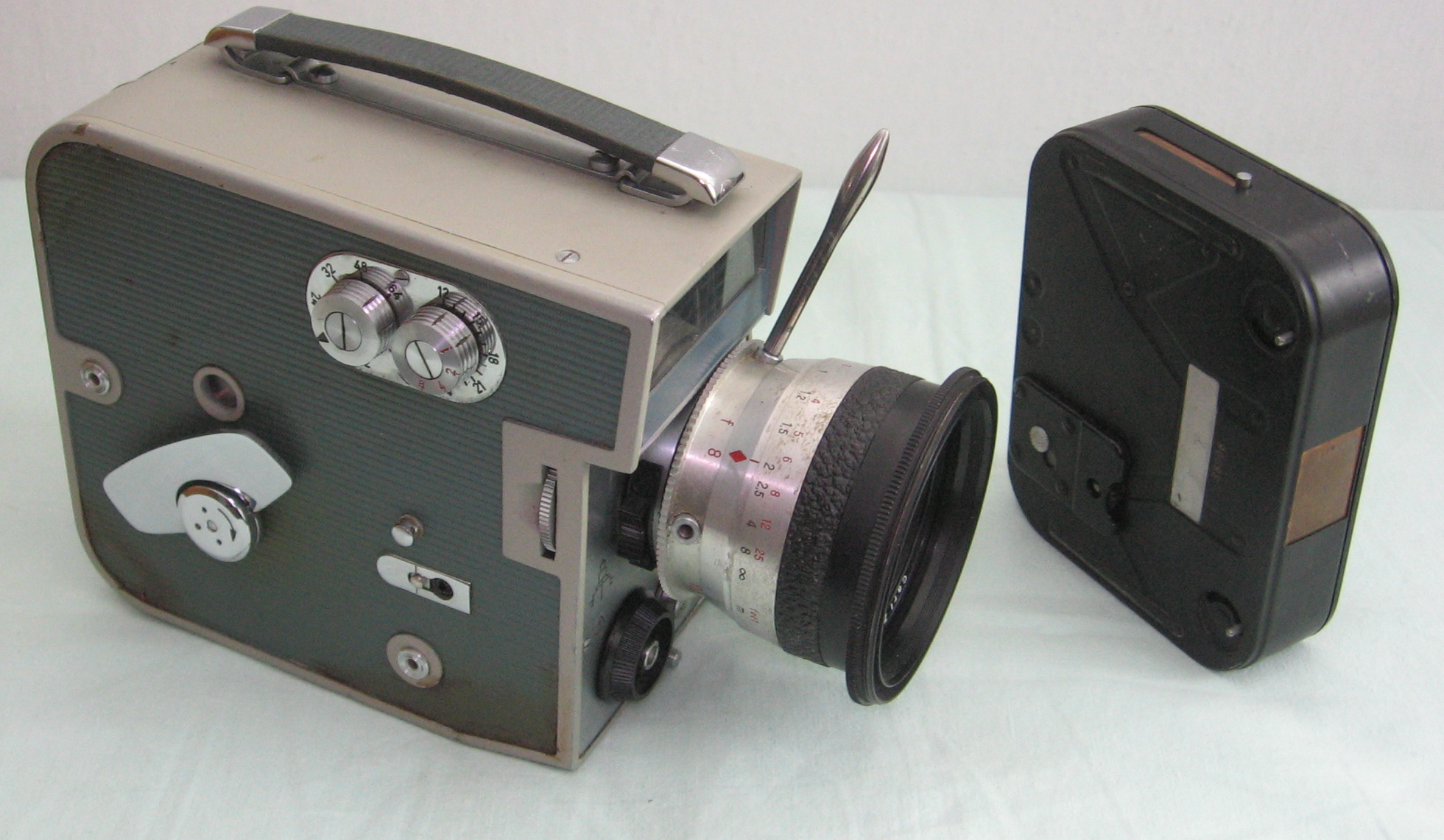
Pentaflex 8-mm-Schmalfilmkamera
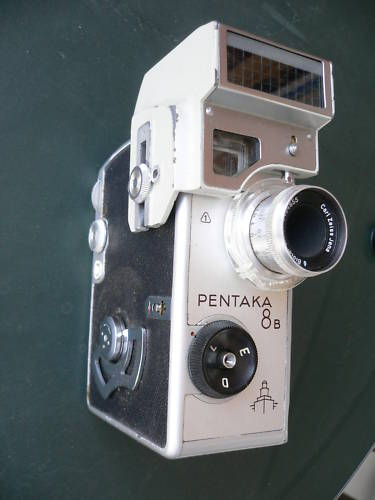
Pentaka 8B 8-mm-Schmalfilmkamera
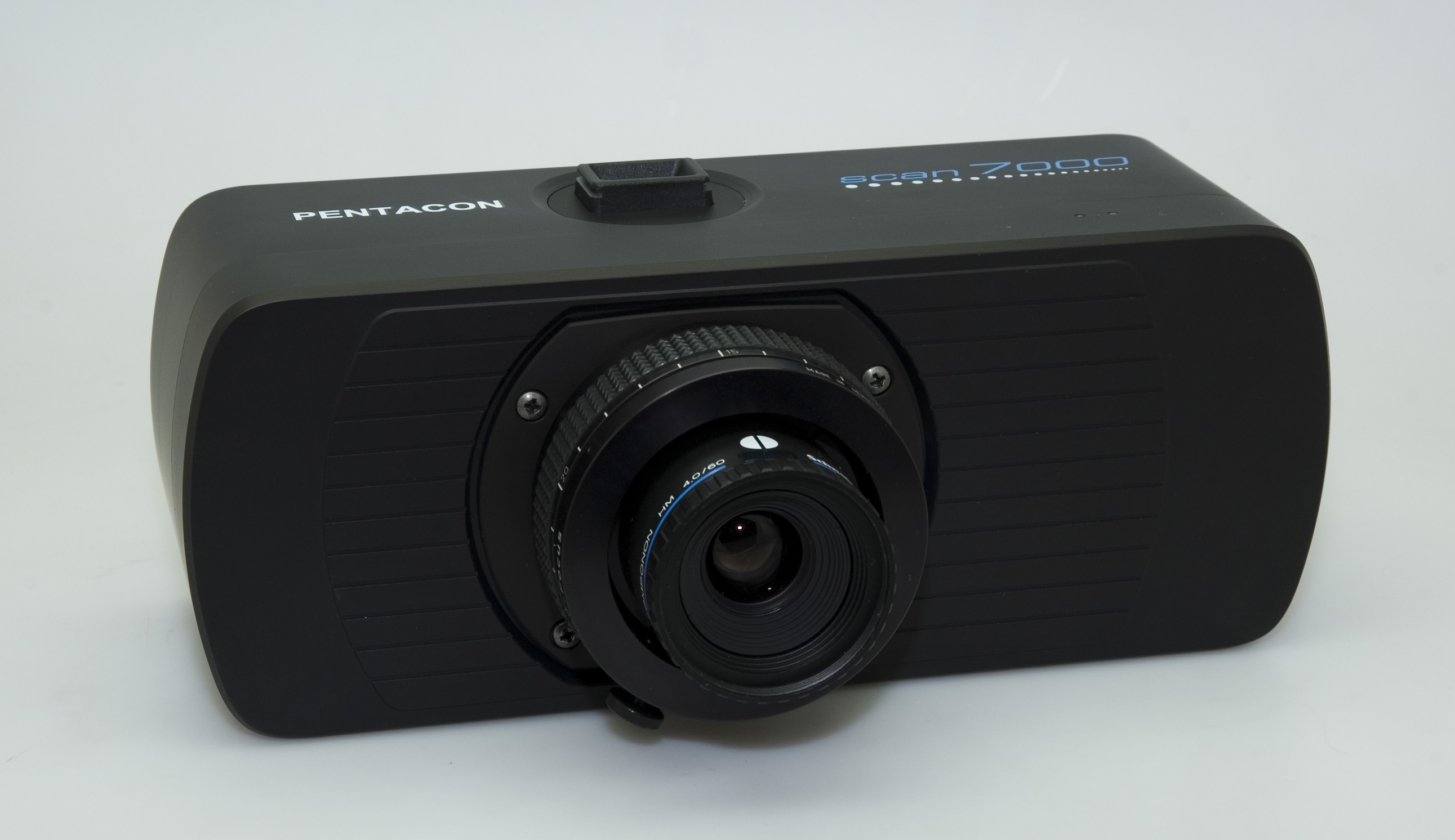
Pentacon Scan 7000

## Film
- Praktica – Kameras aus Sachsen, MDR-Dokumentation aus der Reihe Spurensuche in Ruinen, 2011